# Rabin
Rabin je židovski vjerski učitelj i tumač Tore, svećenik u vjerskoj općini, propovjednik i predvodnik bogoštovlja u sinagogi.